# Eutoxeres aquila
El picohoz coliverde (Eutoxeres aquila), también denominado pico de hoz puntiblanco (en Ecuador, Colombia y Panamá, pico-de-hoz coliverde (en Colombia), pico-de-hoz de puntas blancas (en Perú) o colibrí pico de hoz (en Venezuela), es una especie de ave apodiforme de la familia Trochilidae, una de las dos pertenecientes al género Eutoxeres. Es nativo del sureste de América Central y noroeste de América del Sur.

## Distribución y hábitat
Se distribuye desde el norte de Costa Rica, por Panamá, Colombia y Ecuador (al oeste y este de los Andes), hasta el norte de Perú. Ha sido registrado también en Mérida, Venezuela.
Habita en el sotobosque de bosques húmedos montanos, zonas adyacentes de crecimiento secundario y a lo largo de los bordes de bosque, generalmente por debajo de los 1400 m de altitud, pero puede alcanzar localmente hasta 2100 m s. n. m. Cerca de ríos y con frecuencia de aglomerados de Heliconia.

## Descripción
Mide 11,4 cm de longitud y pesa 11 g. El pico es curvo en forma de hoz, mide 25 mm de largo y tiene la mandíbula color amarillo brillante. El plumaje es verde oscuro bronceado, con el borde color ante en las plumas de la grupa y de las coberteras supracaudales. La garganta y el pecho presentan listas negruzcas y amarillentas. La cola es color verde bronceado con las timoneras puntiagudas y con punta blanca. Las patas son color cuerno carnoso.

## Alimentación
Se alimenta de néctar de flores colgantes y corolas curvas, como de las de «platanillo» (Heliconia) y también de Centropogon. También consume insectos que parecen atrapar su presa directamente con la boca, más que con el pico.

## Sistemática

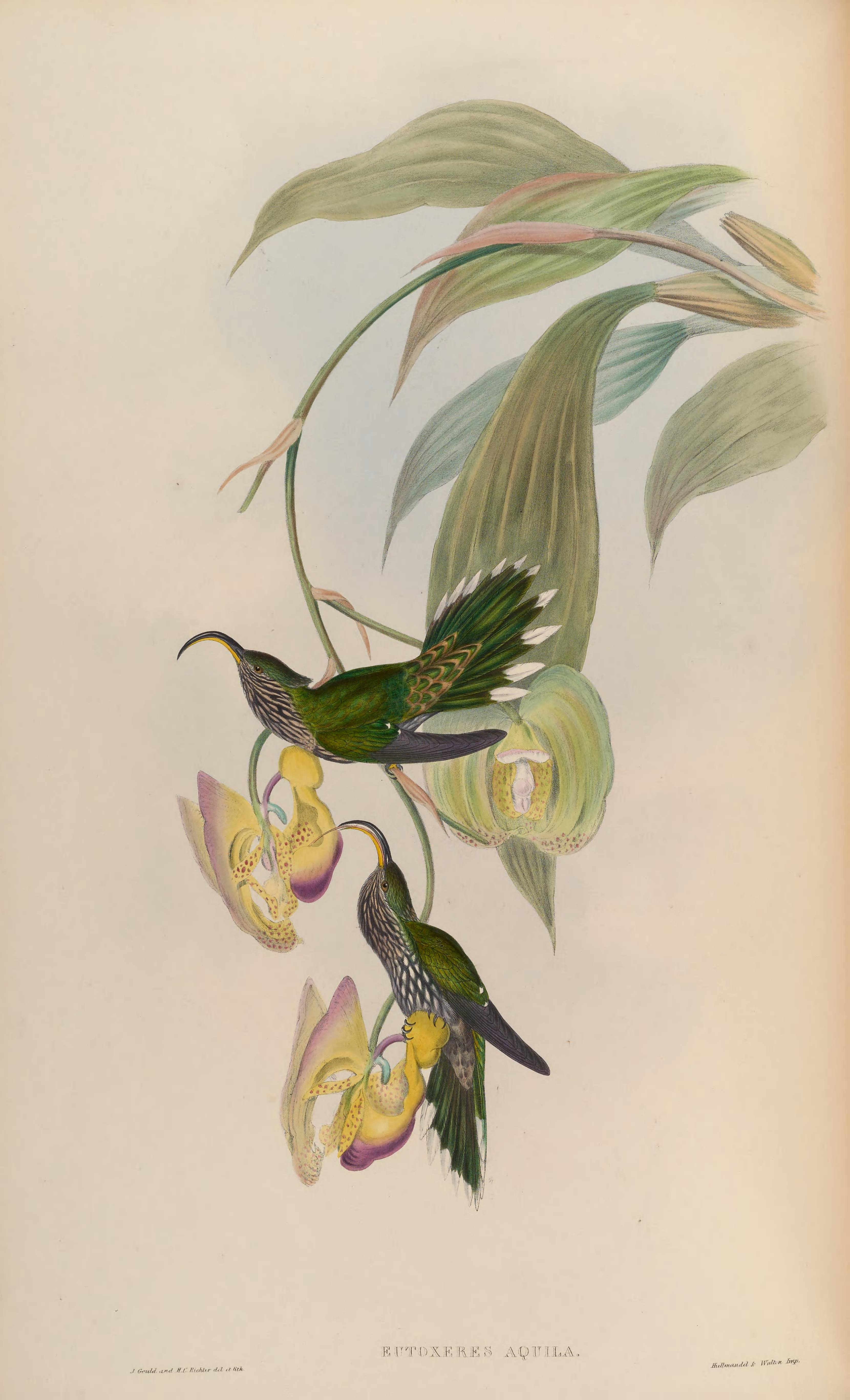
Eutoxeres aquila, ilustración de Gould y Richter en A monograph of the Trochilidae, or family of humming-birds, 1849.

### Descripción original
La especie E. aquila fue descrita por primera vez por el ornitólogo francés Jules Bourcier en 1847 bajo el nombre científico Trochilus aquila; su localidad tipo es: «vecindades de Bogotá, Colombia».

### Etimología
El nombre genérico masculino «Eutoxeres» se compone de las palabras del griego «eu» que significa ‘fino’, y  «toxērēs» que significa ‘arquero’; y el nombre de la especie «aquila», en latín significa ‘águila’, en referencia al pico ganchudo de la especie.

### Taxonomía
Las variaciones geográficas entre las subespecies son ligeras. Las formas descritas E. a. munda Griscom, 1932 y E. a. viridior Griscom, 1932, se consideran sinónimos de salvini.

### Subespecies
Según las clasificaciones del Congreso Ornitológico Internacional (IOC)  y Clements Checklist/eBird  se reconocen tres subespecies, con su correspondiente distribución geográfica:
- Eutoxeres aquila salvini Gould, 1868 – desde Costa Rica hasta la pendiente del Pacífico del oeste de Colombia.
- Eutoxeres aquila heterurus Gould, 1868 – Andes occidentales desde el suroeste de Colombia (Cauca) hasta el suroeste de Ecuador.
- Eutoxeres aquila aquila (Bourcier, 1847 – Andes orientales desde el norte de Colombia al norte de Perú. Registrada en el oeste de Venezuela (Mérida).